# Purgatorio - Canto ventiduesimo
Il canto ventiduesimo del Purgatorio di Dante Alighieri si svolge nella sesta cornice, ove espiano le anime dei golosi; siamo nel mattino del 12 aprile 1300, o secondo altri commentatori del 29 marzo 1300.

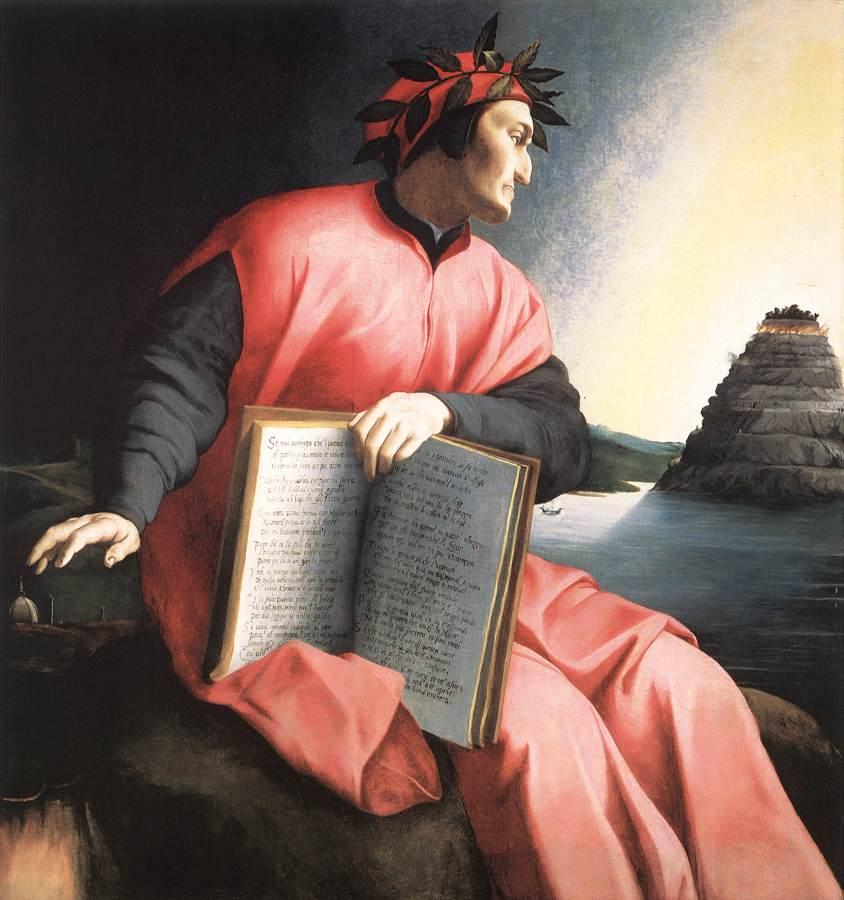
Dante Alighieri con il divino poema volge lo sguardo verso la montagna del Purgatorio in un dipinto cinquecentesco

## Incipit
(Anonimo commentatore dantesco del XIV secolo)

## Temi e contenuti

### Il peccato di Stazio - versi 1-54

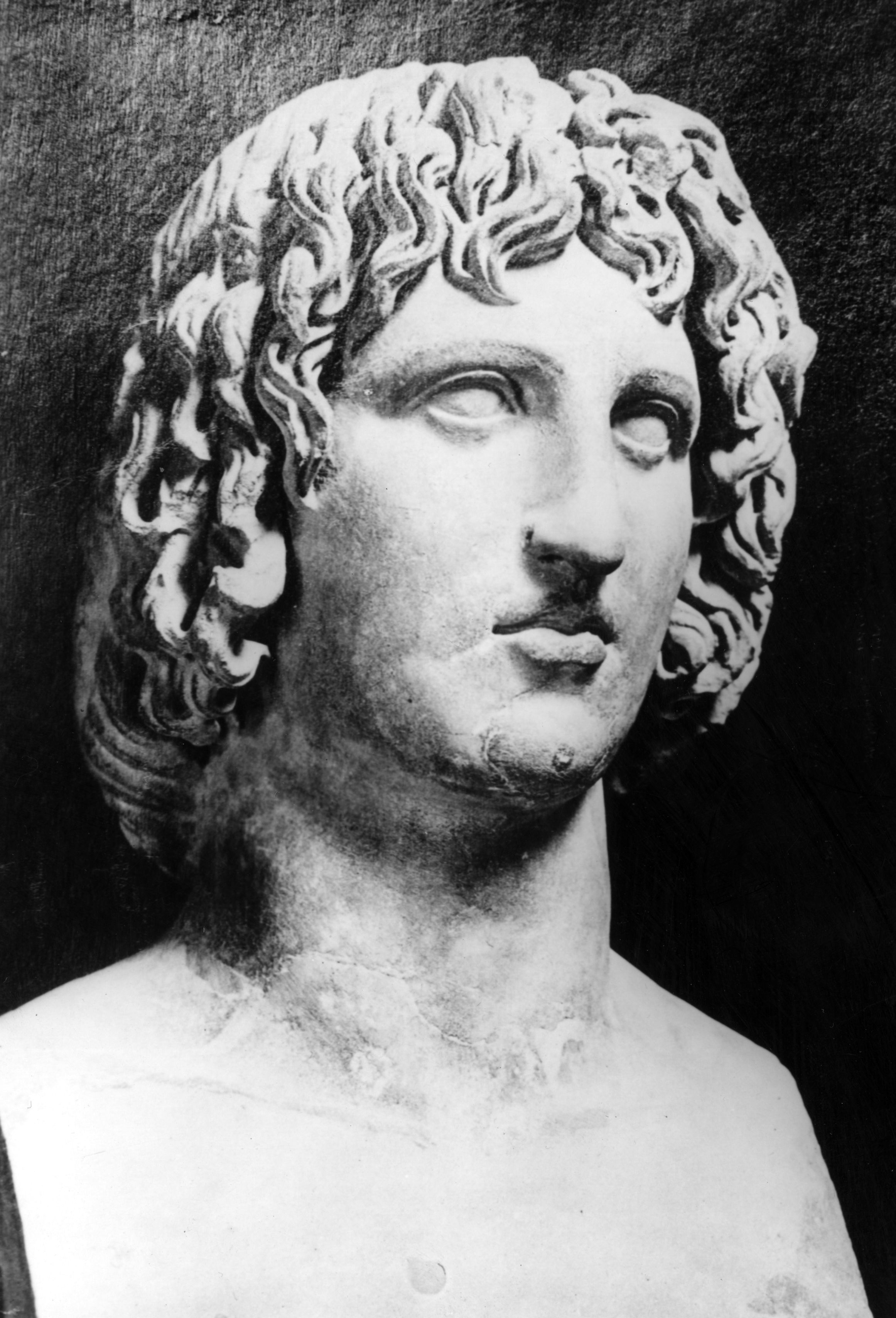
Busto ritraente Virgilio

Appena superato l'angelo che custodisce l'ingresso nel sesto girone, Dante procede più agevolmente, seguendo senza fatica le anime di Virgilio e di Stazio e ascoltando il loro colloquio. Virgilio ricorda che le parole di Giovenale quando discese nel Limbo gli ispirarono grande benevolenza verso Stazio, che si era mostrato suo devoto seguace. Con spirito d'amicizia rivolge quindi a Stazio una domanda: come mai nel suo animo pieno di saggezza ha potuto trovare posto l'avarizia? Stazio dapprima sorride, poi risponde spiegando che Virgilio è caduto in un equivoco, vedendolo nel girone dove si trovano gli avari; in realtà la sua colpa è stata l'aver ecceduto in senso contrario, ovvero aver dissipato i beni materiali. La sua anima si è salvata dall'Inferno grazie al messaggio contenuto nelle parole di Virgilio: "Perché non reggi tu, o sacra fame / de l'oro, l'appetito de' mortali?" (Eneide, libro III). Si è reso conto che anche la prodigalità eccessiva è un vizio e, pentendosi, ha evitato la pena eterna. Tanti che non raggiungono questa consapevolezza risorgeranno con i capelli strappati (Inferno - Canto settimo). Stazio precisa infine che colpe tra loro opposte, come avarizia e prodigalità, sono espiate insieme: ecco la ragione per cui egli si trovava insieme agli avari.

### Il cristianesimo di Stazio - vv. 55-93
Virgilio osserva che Stazio non appariva come cristiano al tempo in cui compose la Tebaide. Chiede perciò in virtù di quale illuminazione egli si sia poi convertito al cristianesimo. Stazio risponde che Virgilio stesso prima l'ha guidato verso la poesia, poi l'ha illuminato verso la conversione: è stato per lui come un viandante che di notte porta la lanterna non davanti a sé ma dietro, aprendo a chi lo segue la strada giusta. In particolare, gli sono state di ispirazione le parole della quarta Ecloga in cui Virgilio celebra l'avvento di una nuova stirpe che rinnoverà il mondo. Stazio deve quindi a Virgilio sia il suo essere poeta, sia l'esser divenuto cristiano. Infatti in quel tempo il cristianesimo veniva diffuso in tutto il mondo, e le parole di Virgilio apparvero in accordo con la nuova predicazione, così che Stazio iniziò a frequentare i gruppi dei cristiani. Quando Domiziano li perseguitò, anche Stazio li compianse; finché visse li aiutò e ne ammirò la rettitudine. Fu battezzato prima di comporre la Tebaide, ma per paura tenne nascosta la conversione: per tale tiepidezza ha dovuto per più di quattro secoli purificarsi nella quarta cornice tra gli accidiosi.

### Notizie sul limbo - vv. 94-114

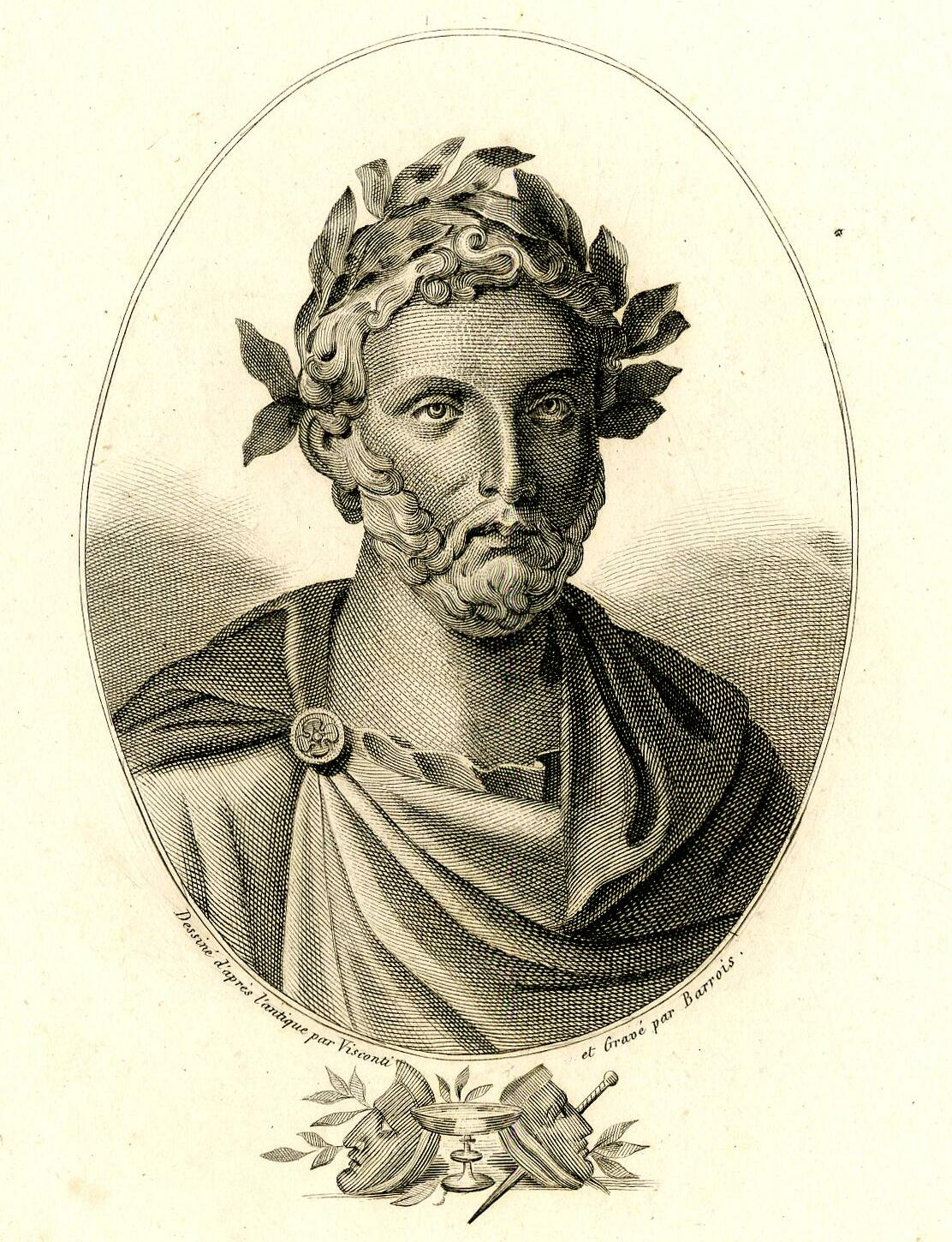
Ritratto di Plauto

Stazio chiede quindi a Virgilio notizie sul destino eterno di illustri scrittori latini: Terenzio, "Cecilio" (ossia Cecilio Stazio), Plauto e "Varro" (Marco Terenzio Varrone o forse Vario Rufo). Virgilio risponde che tutti costoro, insieme a Persio e molti altri, inclusi Omero e lui stesso, si trovano nel primo cerchio dell'Inferno e insieme spesso parlano di poesia. Là si trovano anche poeti greci, come Euripide, Antifonte, Simonide, Agatone, insieme alle eroine di cui Stazio scrisse nei suoi poemi, la Tebaide e l'Achilleide: Antigone, Deifile, Argia, Ismene; Ipsipile, Manto, Teti e Deidamia.

### Il sesto cerchio: l'albero capovolto - vv. 115-154
I poeti proseguono il cammino in silenzio, guardandosi intorno; è la quinta ora del giorno (perciò mattina inoltrata). Virgilio indica che a suo giudizio è opportuno tenere l'orlo esterno della cornice alla destra continuando a salire nel modo consueto. Mentre camminano, Dante ascolta il colloquio dei due poeti dai quali trae ammaestramento. Ma il colloquio viene presto interrotto perché in mezzo al percorso si leva un albero carico di frutti profumati, di forma via via più stretta dall'alto verso il basso, come un abete rovesciato, forse - pensa Dante - perché nessuno vi si possa arrampicare. Dalla roccia esce un'acqua chiara che irrora l'albero da sotto in su. Virgilio e Stazio si accostano e odono tra le fronde una voce che grida: "Non mangerete questi frutti" (richiamando il divieto di Dio ad Adamo). Poi la stessa voce espone cinque esempi di sobrietà nel cibo, ovvero le nozze di Cana, l'astensione delle antiche romane dal vino, l'essersi cibato di miele e locuste da parte di Giovanni Battista nel deserto, l'età dell'oro nella quale erano cibo saporito le ghiande e nettare le acque dei ruscelli, e la storia del profeta Daniele, che si rifiutò di mangiare alla tavola di re Nabucodonosor.

## Analisi
Il canto riprende e sviluppa quel colloquio tra poeti che è iniziato nel Purgatorio - Canto ventunesimo. Al centro è sempre Stazio, al quale Dante affida, dopo l'elogio a Virgilio maestro di poesia, un altro elogio, se possibile anche maggiore: Stazio dichiara di essere debitore a Virgilio del ravvedimento rispetto alla propria colpevole prodigalità (e di conseguenza della salvezza eterna) e di essere stato indotto da lui alla conversione; le parole della quarta Bucolica gli sono sembrate un preannuncio della venuta di Gesù Cristo e quindi l'hanno indotto ad avvicinarsi ai cristiani.
L'interpretazione della poesia di Virgilio come intrisa di anticipazioni del Cristianesimo, e di Virgilio stesso come profeta, sostenuta forse dall'imperatore Costantino, secondo la biografia scritta da Eusebio di Cesarea, e certamente da Sant'Agostino (Epistula 258,5 ad Marcianum), era largamente diffusa al tempo di Dante. Il racconto della conversione di Stazio però non è storicamente fondato, e per di più Dante confonde i dati biografici su di lui con quelli relativi ad un altro Stazio, un retore nato a Tolosa, mentre il poeta di cui qui si parla nacque a Napoli.
Ad una pratica tipica del tempo di Dante si può attribuire anche la traduzione dei versi dell'Eneide, nei quali "auri sacra fames" significa "esecrabile fame dell'oro" e non, come mostrano i versi 40-41, sacro (quindi giusto) desiderio di ricchezza. Era frequente, prima che si affermasse la prospettiva filologica, l'adattamento dei testi classici ai significati propri del Cristianesimo, che essi ovviamente non potevano contenere (Virgilio morì nel 19 a.C.). È dunque evidente l'intenzione di Dante di esprimere nel modo più ampio, mediante le parole di Stazio, la propria ammirazione e devozione per il poeta latino, che tante altre volte si manifesta nella Commedia.
La seconda parte del canto (dal v. 94 in poi) sviluppa informazioni sul limbo, presentato, come già nel secondo canto dell'Inferno, come luogo ove conversano di argomenti elevati i grandi spiriti dell'antichità; poi riprende la narrazione del cammino  con l'addentrarsi nel sesto girone, quello dei golosi. Come nelle altre cornici, anche qui vi sono elementi simbolici (in questo caso l'albero capovolto) e risuonano esempi della virtù contraria al peccato di cui qui ci si purifica.